# Plagiothecium yasudae
Plagiothecium yasudae là một loài rêu trong họ Plagiotheciaceae. Loài này được Broth. mô tả khoa học đầu tiên năm 1926.